# Berény (keresztnév)
A Berény török – >magyar eredetű férfinév, egykori kabar törzs nevéből származik, amely összefügg a Berend alapszavával.
Futaky István szerint berény szavunk mandzsu–tunguz eredetű, s jelentése íjász.

## Gyakorisága
Az 1990-es években szórványosan fordult elő, a 2000-es években nem szerepel a 100 leggyakoribb férfinév között.

## Névnapok
- október 6.[2]
- október 15.[2]
- október 19.[2]
- december 3.[2]